# Maison des Grands-Parents
La Maison des Grands-Parents est un organisme sans but lucratif québécois qui valorise le rôle des aînés dans la société à travers des activités, favorisant le rapprochement intergénérationnel. Depuis le début des années 1990, six Maisons des Grands-Parents ont vu le jour au Québec.

## Historique

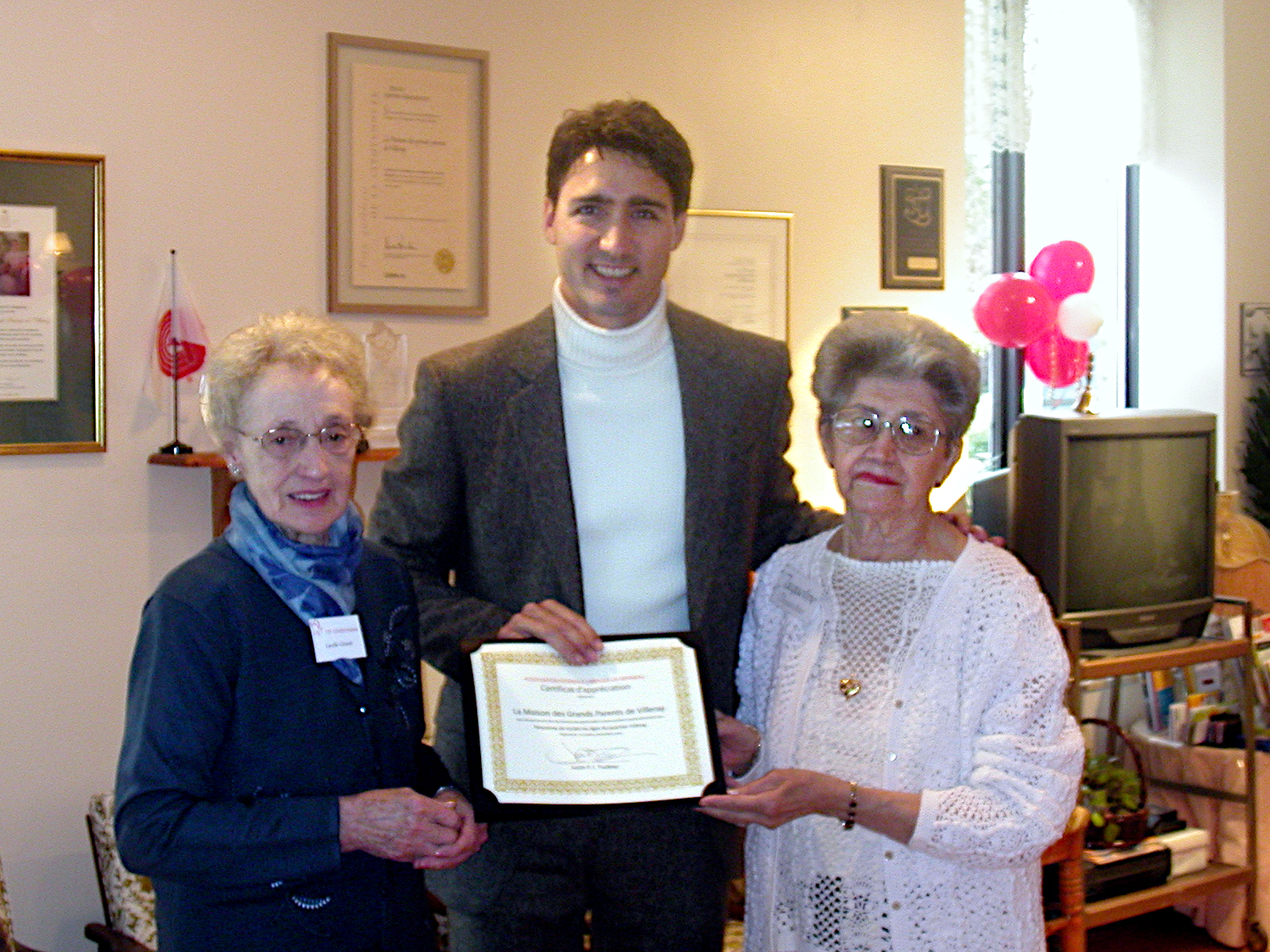
Justin Trudeau entouré des cofondatrices des Maisons des Grands-Parents, Lucille Girard et Jacqueline Desjardins, lors du de la MGPV.

En 1990, l'idée de fonder une maison où les aînés, les jeunes et les familles puisse se côtoyer commence à germer. Lucille Girard et Jacqueline Desjardins, déléguées de la Fédération de l'Âge d'Or du Québec, se joignent à Danielle Métras, agente de développement, afin de réfléchir à un projet où les aînés pourraient participer activement au sein de la famille et la société. 
Lors de l'ouverture du colloque de la FIAPA (Fédération Internationale des Associations pour Personnes Âgées) de 1990, un message des jeunes du Centre d'accueil Vert Pré d'Huberdeau est lu à l'assemblée. Il exprimait que les jeunes avaient besoin des ainés, de leur disponibilité, de leur écoute et de leur connaissance.
C'est alors que la FADOQ, le Regroupement inter-organismes pour une politique familiale au Québec, le CLSC Villeray et le Club de l'âge d'or « Le Pélican », avec l'appui des milieux scolaire, communautaire, institutionnel et des affaires fondent la première Maison des Grands-Parents à Montréal.

## Mission
Les Maisons des Grands-Parents sont des centres qui ont pour objectif premier de favoriser les liens intergénérationnels. Elles visent également à briser l'isolement et valoriser le rôle des aînées, mais aussi des jeunes en société, par des activités et des projets locaux. Au fil des années, la mission des « Maisons » s'est élaborée et s'est diversifiée :
- Créer des liens entre les générations et prévenir les conflits
- Promouvoir et développer l'entraide familiale et générationnelle
- Valoriser le rôle des aînés dans la famille et dans la société
- Favoriser le partage de l'expérience des aînés
- Transmettre les valeurs du patrimoine

De manière pragmatique, les Maisons des Grands-Parents s'impliquent avec leurs commissions scolaire et autres institutions locales. Plusieurs activités quotidiennes ou hebdomadaires telles que l'aide aux devoirs, chant intergénérationnel, cuisines collectives, friperie, bibliothèque, aide aux familles, transmission des arts anciens (tricot, couture, tissage), etc.

## Dans les communautés

### Villeray

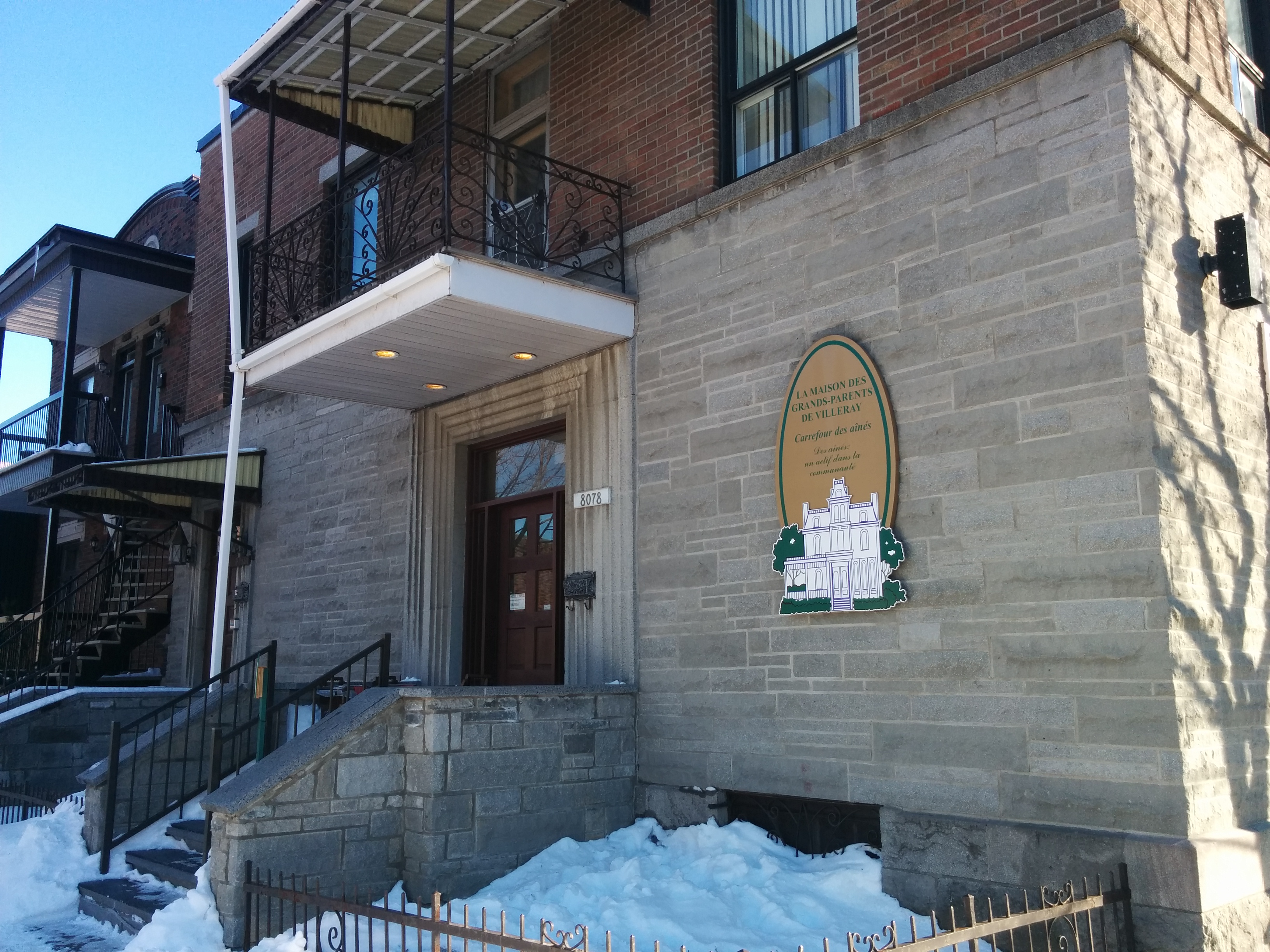
Maison des Grands-Parents de Villeray

Logo de la MGPV

La Maison des Grands-Parents de Villeray (MGPV) est la première en son genre. Située dans le quartier Villeray de Montréal, elle fut fondée en avril 1992 par Lucille Girard, Jacqueline Desjardins et Danielle Métras. Plus de 80 bénévoles participent à la vie collective de la Maison. En plus des activités et des projets, la Maison diffuse une publication, Le Mémoire Collective, écrit par les aînés et les jeunes. 

### Sherbrooke

Logo de la MGPS

La Maison des Grands-Parents de Sherbrooke (MGPS), fondée officiellement le 7 mai 1998, est résultat d'un an de réflexions et de travail intensif d'une équipe de six personnes, dont l’âme était Priscille Lambert.
Mais dès 1988, madame Lambert avait la vision de recréer une mini-société où se vivent des relations significatives entre toutes les générations, du soutien mutuel et des activités bénéfiques pour tous.

### Québec

Logo de la MGPSF

La Maison des Grands-Parents de Sainte-Foy (MGPSF) fut fondée le 4 novembre 1998 dans l'arrondissement Sainte-Foy–Sillery de la ville de Québec. L'idée d'une Maison des Grands-Parents à Sainte-Foy fait suite à une réflexion du Conseil Paroissial de Pastorale de Saint-Mathieu.
Un conseil d'administration assure la bonne gestion de la Maison. Il est composé de neuf membres qui voient à la bonne réalisation des objectifs et au développement de la Maison.
Plusieurs activités sont organisées, dont les arts textiles, le bricolage, le corps humain, cuisine, électricité, garderie, club de lecture, menuiserie, sciences naturelles, rencontres ponctuelles des ados, etc.
Le bon fonctionnement de la MGPSF repose entièrement sur ses bénévoles; il n'y a aucun salarié.

### Trois-Rivières
La Maison des Grands-Parents de Trois-Rivières (MGPTR) fut fondée en octobre 2002 dans le quartier de Trois-Rivières-Ouest, cependant l'assemblée générale de fondation a eu lieu le 28 avril 2003. Bien avant la fondation, un groupe de grands-parents et de personnes-ressources (CLSC, Pastorale des aînés, Centre d'action bénévole Laviolette) amorcent une réflexion sur le rôle social des aînés, dans le but fonder la Maison de la rue Audet. 
Les jeunes sont invités à y venir après la fin des classes pour des ateliers tels l'aide aux devoirs scolaires, le bricolage, la lecture, la musique etc., et ce avec l'encadrement des grands-parents. La MGPTR est également en relation avec la commission scolaire pour des activités en milieu scolaire. 

### Laval
La Maison des Grands-Parents de Laval (MGPL) est d'abord née d'une réflexion amorcée en 2000 par Mmes Nicole Demers, Monique Sourdif et Louise Aubin, toutes trois membres du conseil d'administration du comité permanent des aînés du secteur 2, évaluant la possibilité de mettre sur pied cet organisme. Quatre-vingts personnes représentant plus de 20 organismes de Laval étaient réunies lors d'une journée de réflexion collective le 19 octobre 2001, où le bien-fondé de la mission d'un tel organisme a été reconnu.  
À l'issue des démarches effectuées par un comité provisoire, la création de la Maison des grands-parents de Laval a été annoncée officiellement le 25 novembre 2002 et reconnue quelques mois plus tard par Ville de Laval le 17 juin 2003.  
Dans le cadre de la soirée Hommage aux bénévoles de Ville de Laval, la Maison des grands-parents de Laval a été désignée "Organisme de l'année 2005". 
Dix années après sa fondation, la Maison des grands-parents de Laval, résolument tournée vers l'avenir, fait partie d'un réseau de 6 Maisons des grands-parents à travers la province.  

### Hochelaga-Maisonneuve
La Maison des Grands-Parents d'Hochelaga-Maisonneuve (MGPHM) fut fondée dans le quartier Hochelaga-Maisonneuve de Montréal.